# چاپار، مارتاکرت
چاپار (به ارمنی: Չափար) یک منطقهٔ مسکونی در جمهوری آرتساخ است که در استان مارتاکرت واقع شده‌است.